# Dresch Mihály
Dresch Mihály (Budapest, 1955. július 10. –) Kossuth- és Liszt Ferenc-díjas magyar zenész, érdemes és kiváló művész. A mai magyar dzsessz kiemelkedő alakja, kiváló szaxofonos, aki a magyar népzene és a jazz ötvözésén alapuló saját zenei világot alakított ki.

## Pályafutása
Tizenhét évesen kezdett el komolyabban muzsikálni, Johnny Griffin játékának hatására választotta hangszerének a szaxofont. Zenei tanulmányait a jazz konzervatórium előkészítőjében kezdte, később felvételt nyert a Liszt Ferenc Zeneművészeti Főiskola Jazz Tanszakára, ahol 1979-ben végzett.
Kezdetben elsősorban a klasszikus amerikai fekete jazz, valamint a gospel és a spirituálé iránt érdeklődött. A nyolcvanas évek elejétől kezdve rendszeresen koncertezett neves hazai jazzmuzsikusokkal. Első kvartettjét 1984-ben alapította, melynek a kilencvenes évek közepéig gyakorta változott a felállása. Az 1985-ös Sóhajkeserű, az 1987-es Hazafelé és az 1990-es Gondolatok a régiekről című lemezeken Grencsó István (fúvós hangszerek), Benkő Róbert (bőgő) és Baló István (dob) voltak a partnerei. Az 1993-ban megjelent Zeng a lélek című CD-n már Geröly Tamás dobolt és Lajkó Félix hegedült. 1995-ben adták ki újabb albumukat …Folyondár… címmel, melyen Lajkót Kovács Ferenc (hegedű, trombita) váltotta fel. A formáció 1998-ban jelentkezett új lemezzel, amely Révészem, révészem… címmel jelent meg.
1998 tavasza óta újra Baló István a kvartett dobosa, a bőgős pedig a fiatal Szandai Mátyás lett. Az új felállású négyes első lemeze Riding the Wind címmel először Angliában került forgalomba 2000 tavaszán. 2001-ben adták ki Szép csendesen című CD-jüket, melyet 2002-ben az Archie Shepp közreműködésével készült, nagy nemzetközi visszhangot kiváltó Hungarian bebop követett. 2004-es albumuk, az Egyenes zene Gramofon magazin szavazásán elnyerte Az év legjobb magyar jazzlemeze díjat. 2006-ban Borbély Mihállyal közösen készített lemezt Te+Te címmel, legutolsó albumuk, az Árgyélus 2007-ben jelent meg.
Számos rangos fesztiválra és jazzklubba kapott meghívást, fellépett többek között a Jazz & Wine Festival-on Olaszországban, a Festival Jazzcb-n Franciaországban, a Kalisz Festival-on Lengyelországban, a Jazz Brugge fesztiválon Belgiumban, a London Jazz Festival-on, a JazzFest Wien-en, a párizsi New Morning klubban. Pályafutása során olyan neves előadókkal lépett színpadra és készített felvételeket, mint John Tchicai, Archie Shepp, Roscoe Mitchell, Chico Freeman, Lee Konitz, David Murray és Dewey Redman. Bár Dresch teljesen egyedi zenei világot alakított ki, a mainstream jazztől sosem távolodott el teljesen, albumain rendre szerepel egy-egy örökzöld kompozíció is.

## Díjai
- Párhuzamos Kultúráért díj (2002)[1]
- Gramofon Magazin – az Év Jazz-zenésze (2005)
- Liszt Ferenc-díj (2007)
- Érdemes művész (2011)
- Kiváló művész (2014)
- Príma díj (2018)
- Kossuth-díj (2022)[2]